# Periwinkla childi
Periwinkla childi är en nattsländeart som beskrevs av Mcfarlane 1973. Periwinkla childi ingår i släktet Periwinkla och familjen Conoesucidae. Inga underarter finns listade i Catalogue of Life.